# Villecroze
Villecroze település Franciaországban, Var megyében. Lakosainak száma 1504 fő (2022. január 1.). Villecroze Aups, Flayosc, Salernes, Tourtour és Saint-Antonin-du-Var községekkel határos.

## Népesség
A település népessége az elmúlt években az alábbi módon változott:
| Lakosok száma | 1366 | 1421 | 1470 | 1463 | 1466 | 1466 | 1483 | 1494 | 1504 |
|               | 2013 | 2015 | 2016 | 2017 | 2018 | 2019 | 2020 | 2021 | 2022 |